# Supercoppa italiana di Serie A2 2021
La Supercoppa italiana di Serie A2 2021 si è svolta il 28 maggio 2021: al torneo hanno partecipato due squadre di club italiane e la vittoria finale è andata per la prima volta all'Olimpia Bergamo.

## Regolamento
Le squadre hanno disputato una gara unica.

## Squadre partecipanti
| Squadra         | Qualificazione                                  |
| --------------- | ----------------------------------------------- |
| Olimpia Bergamo | Vincitrice Coppa Italia di Serie A2/A3 2020-21  |
| Prisma Taranto  | Vincitrice play-off promozione Serie A2 2020-21 |

## Torneo
| 28 maggio 2021 PalaMazzola, Taranto Durata: 1h:45 - Spettatori: ? | Prisma Taranto | 1 - 3 | Olimpia Bergamo | 21-25, 25-17, 25-27, 17-25 |